# Ophiomyia peshokia
Ophiomyia peshokia är en tvåvingeart som beskrevs av Singh och Ipe 1973. Ophiomyia peshokia ingår i släktet Ophiomyia och familjen minerarflugor. Inga underarter finns listade i Catalogue of Life.